# Vakthavande befäl

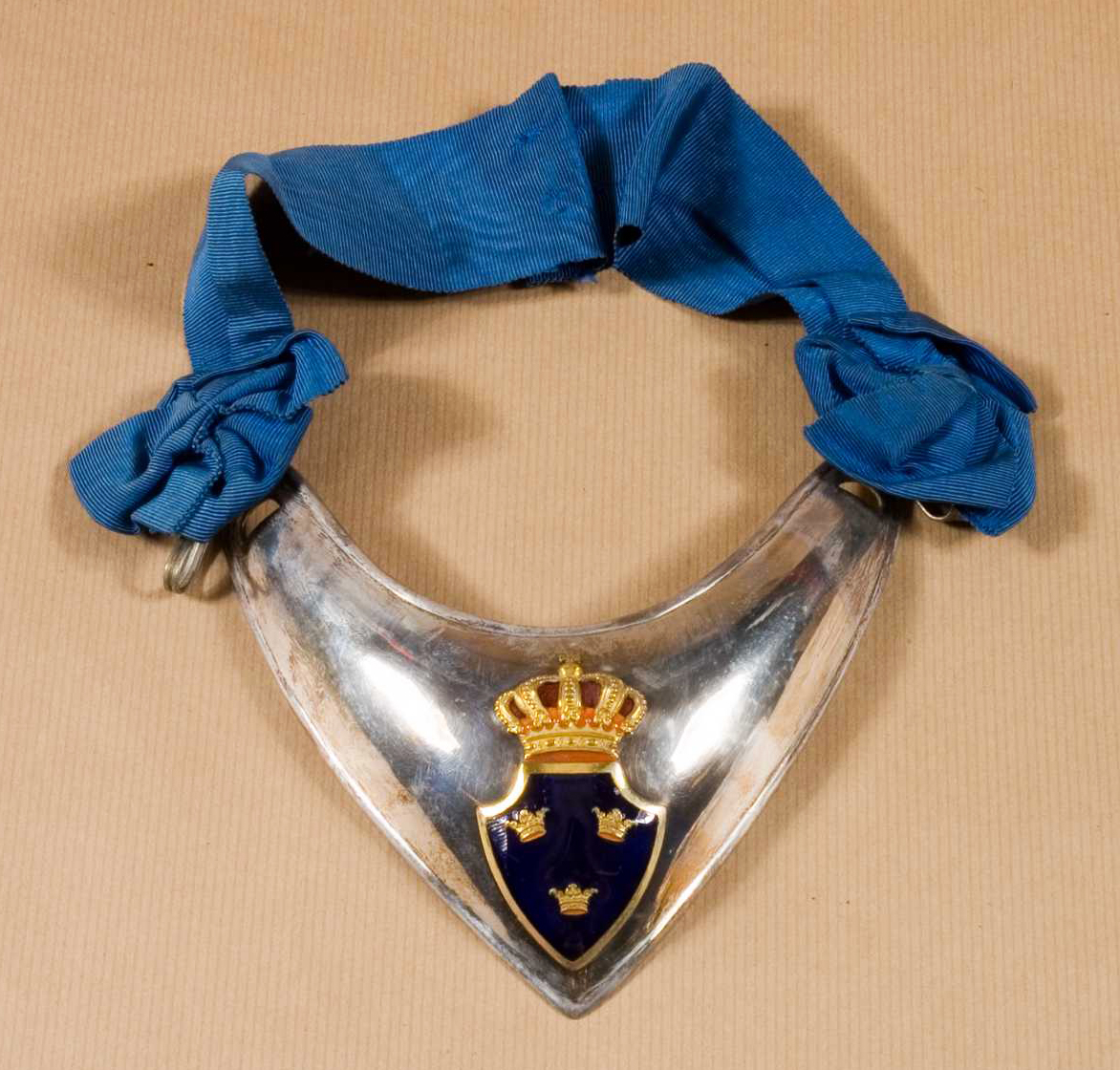
Dagbricka som bärs av vakthavande befäl i svenska Försvarsmakten.

Vakthavande befäl (VB) eller vakthavande officer (VO) är en befattningshavare på ett militärt förband, ett handelsfartyg, flygplatser, inom polisen, anstalt, räddningstjänst eller liknande organisationer där det krävs ledningsbeslut utanför kontorstid.
Den finlandssvenska termen är dejourerande befäl. 
Duty Officer (DO) är den vanliga engelskspråkiga benämningen.

## Arbetsuppgifter
Det vakthavande befälet fungerar, när den ordinarie chefen inte är på plats, som tjänsteförrättande chef och som arbetsledare för den personal som tjänstgör. Ofta roterar uppgiften att vara vakthavande befäl bland dem som är kvalificerade för uppgiften, eftersom uppgiften innebär tjänstgöring på nätter och helger.

## Sverige
Tidigare kallades denna befattning i det svenska försvaret för dagofficer/dagbefäl. Vakthavande befäl inom militären bär ofta ett särskilt tjänstetecken, dagbricka.
Inom Polismyndigheten är vakthavande befäl det högsta jourhavande befälet över en polisregion och arbetar på dess Regionledningscentral (RLC). Varje polisregion har ett vakthavande befäl i tjänst dygnet runt som leder arbetet från RLC vid större insatser och har det övergripande ansvaret över verksamheten och motsvarar befattningen tjänsteman i beredskap inom andra svenska myndigheter. Inom Nationella operativa avdelningen (Noa) finns Nationella ledningscentralen (NLC) som sammankopplar de olika regionledningscentralerna och som är Polismyndighetens kontaktpunkt med andra myndigheter som MSB och Försvarsmakten. Innan inrättandet av Polismyndigheten 2015 fanns en Länskommunikationscentral (LKC) vid varje Länspolismyndighet, dvs 19 stycken LKC omvandlades till 7 stycken RLC med tanken att eventuell förlust av lokalkännedom skulle kompenseras av centralstyrning och förbättrad teknik.

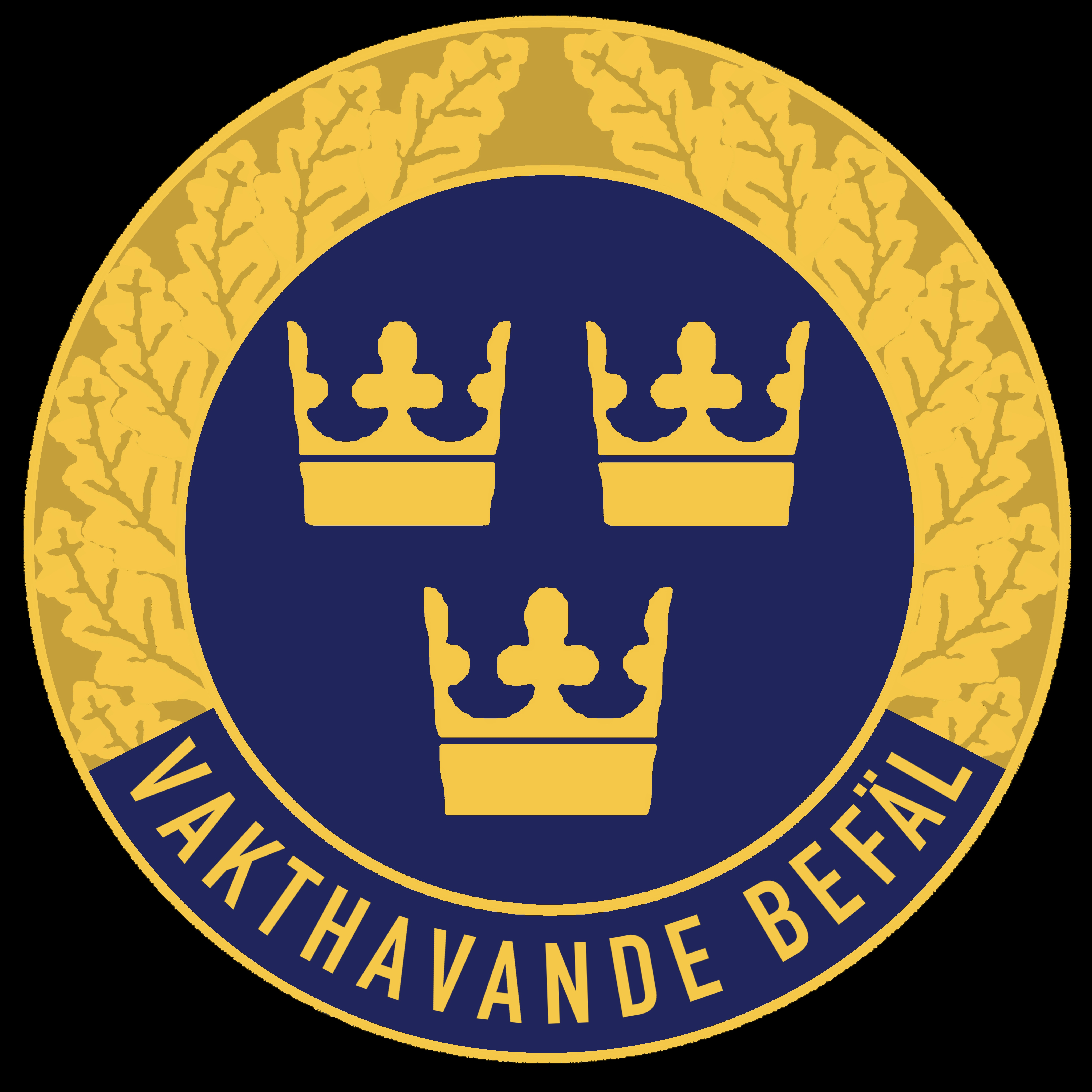
Tjänstetecken för vakthavande befäl på polisens regionledningscentral. En rund, guldfärgad metallbricka med blå botten som bärs på bröstfickan.
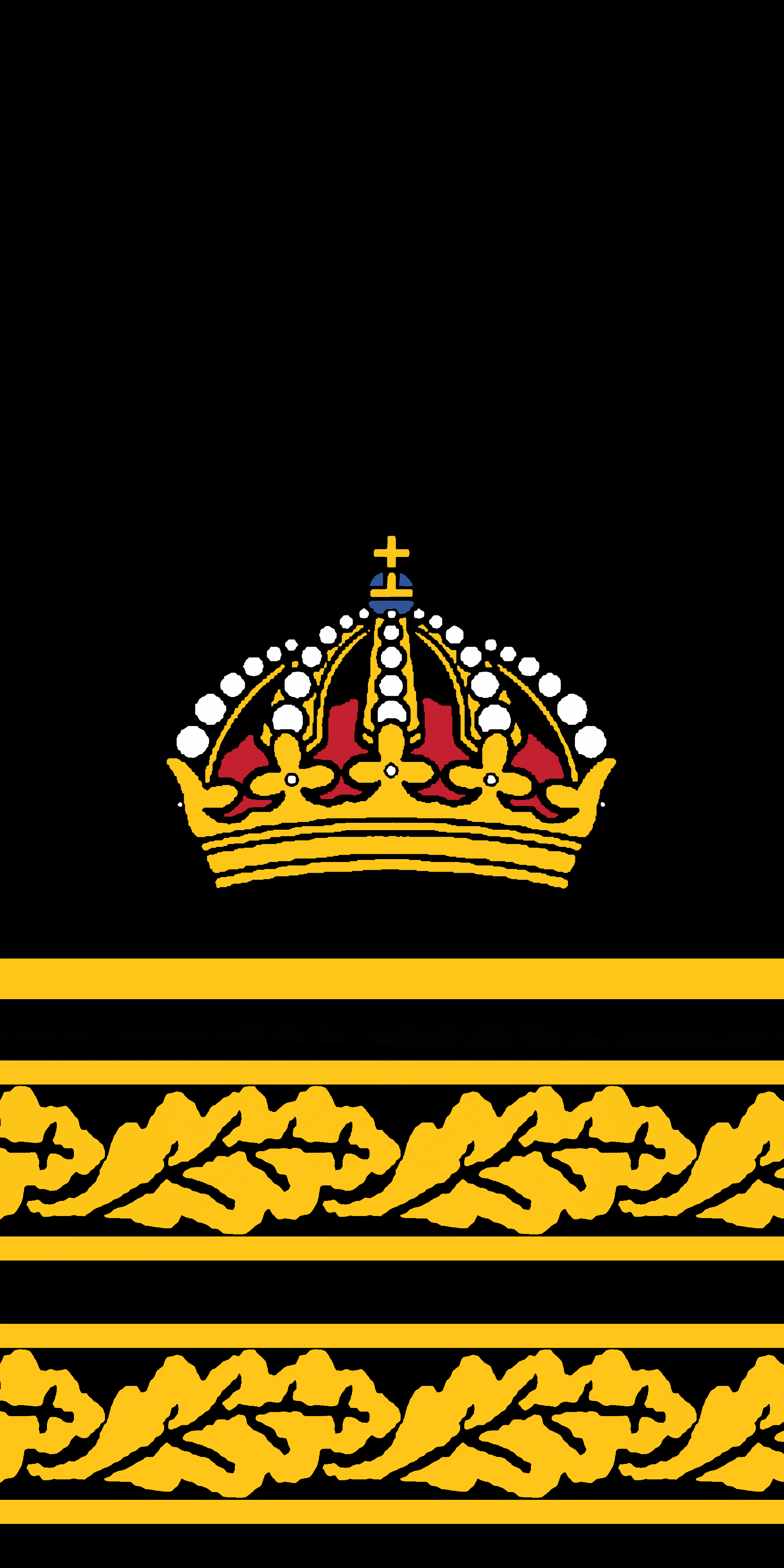
Inom Polismyndigheten har ett vakthavande befäl oftast tjänstegraden poliskommissarie med särskild tjänsteställning.

På Arlanda flygplats har Swedavia en APOC Supervisor (Airport Operations Center Supervisor) som vakthavande säkerhetsansvarig för hela flygplatsen. APOC Supervisor biträds i yttre ledningsfunktion av ADO (Airport Duty Officer) i resenärsnära flöden samt av ATOS (Airport Technical & Operative Supervisor) som har flygsäkerhetsövervakande ansvar.